# Le Bignon
Le Bignon település Franciaországban, Loire-Atlantique megyében. Lakosainak száma 3967 fő (2022. január 1.). Le Bignon Château-Thébaud, La Chevrolière, Montbert, Pont-Saint-Martin, Les Sorinières, Vertou és Geneston községekkel határos.

## Népesség
A település népességének változása:
| Lakosok száma | 1471 | 2279 | 2378 | 3111 | 3554 | 3667 | 3770 | 3907 | 3927 | 3967 |
|               | 1968 | 1982 | 1990 | 2006 | 2013 | 2015 | 2017 | 2019 | 2020 | 2022 |